# アリス館
アリス館（アリスかん）は、日本の出版社。
子どもの本にこだわり、赤ちゃん絵本、創作絵本、自然やノンフィクションの写真絵本、読み物など多岐にわたる本づくりをおこなう。

## 概要
児童向け書籍の編集・販売をおこなう。「親子の居場所づくり、子どもの成長の応援」を本づくりの主な柱とする。思いやりとやさしさにつながる豊かな感受性や想像力を育むを、企業理念とし本をつくり続ける。

## 所在地
- 本社 東京都文京区小石川5-5-5(桐山ビル7階)[2]

## 沿革
- 代表者 田邊直正
- 創業 1981年

## 主な発行物
- 『チリとチリリ』シリーズ
- 『バルボンさん』シリーズ
- 「とよたかずひこのりものえほん」シリーズ
- 「大西暢夫ノンフィクション」シリーズ『ここで土になる』『お蚕さんから糸と綿と』『和ろうそくは、つなぐ』『ひき石と24丁のとうふ』